# Giuseppe Macherione
Giuseppe Macherione (Giarre, 22 marzo 1840 – Torino, 22 maggio 1861) è stato un poeta e patriota italiano.

## Biografia
Studiò presso l'Oratorio dei padri filippini di Giarre, dove imparò il latino e il francese; la sua adolescenza fu sconvolta dal decesso del fratello Antonio, annegato in mare a Catania durante un bagno. In seguito anche le morti della sorella e della madre contribuirono a segnarlo nel carattere.
Frequentò l'Università di Catania, dove strinse amicizia con Luigi Capuana, che lo ricordò nella sua opera Per l'arte. Nello stesso periodo conobbe anche Giovanni Verga e Lionardo Vigo; ebbe inoltre un rapporto epistolare con Mariannina Coffa.
Entusiasmato dalle idee risorgimentali, tentò di arruolarsi tra i Mille dopo lo sbarco a Marsala, ma fu respinto per via del suo stato di salute. Sostenne così lo sforzo patriottico con la penna, fondando il trisettimanale catanese L'Unità e l'Indipendenza. Proprio per via del giornalismo politico si trasferì a Palermo, dove "Collaborò dapprima ad alcune testate, divenne quindi editorialista del nuovo «giornale politico quotidiano» «Il Sud», di cui assunse, se pur per poco, la direzione, rivelandosi un giornalista a tempo pieno e politicamente impegnato". Nel 1861, nonostante la salute precaria e il parere contrario della famiglia, si recò a Torino, prima capitale del Regno d'Italia, dove morì poco dopo a soli 21 anni.

## Vita privata
Figlio di Gaetano e di Teresa Sciacca, ebbe come fratello Paolo che fu sindaco di Giarre dal 1887 al 1888.

## Riconoscimenti
A Macherione sono intitolate:

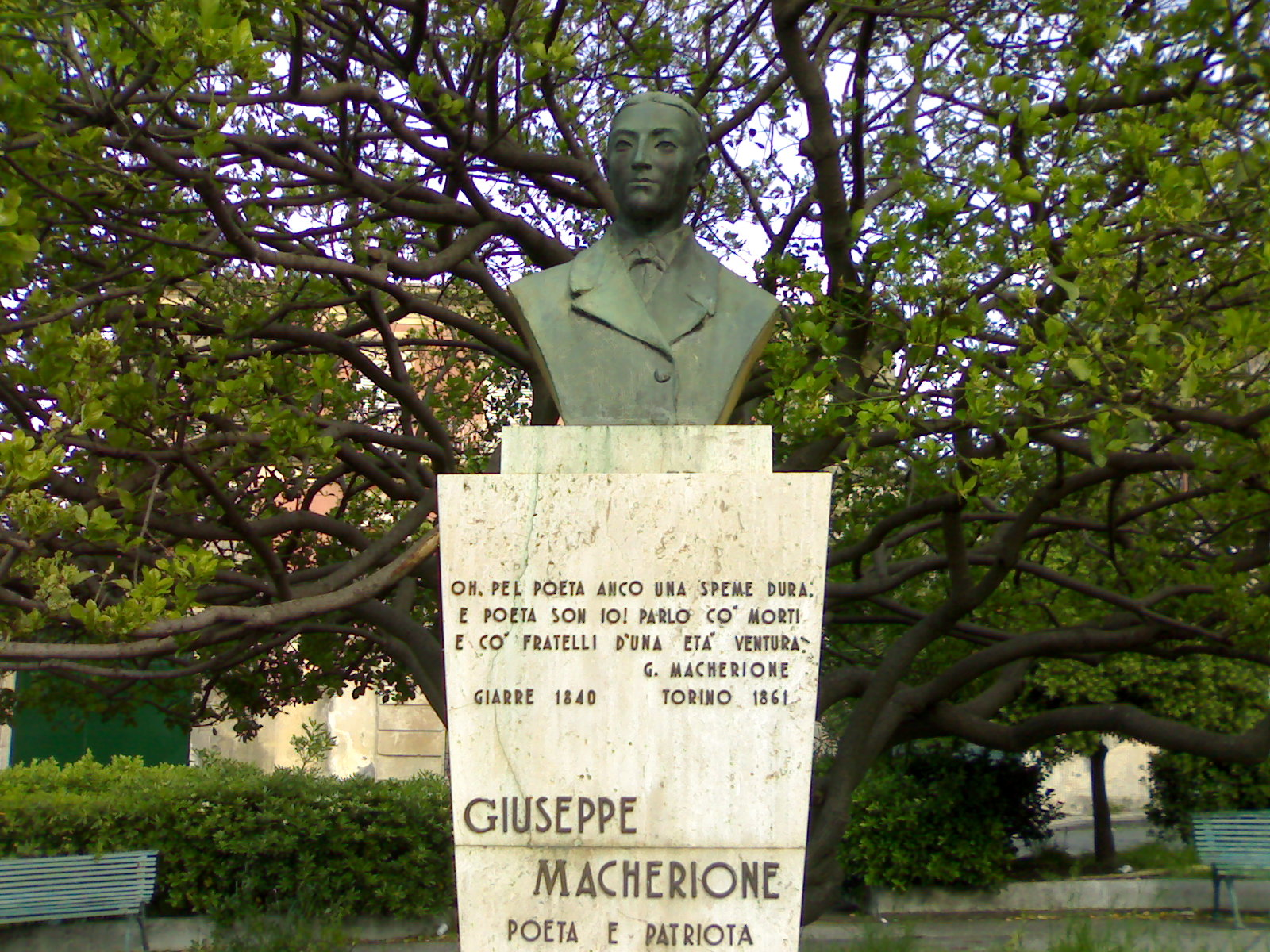
Busto del poeta a Giarre (dettaglio)

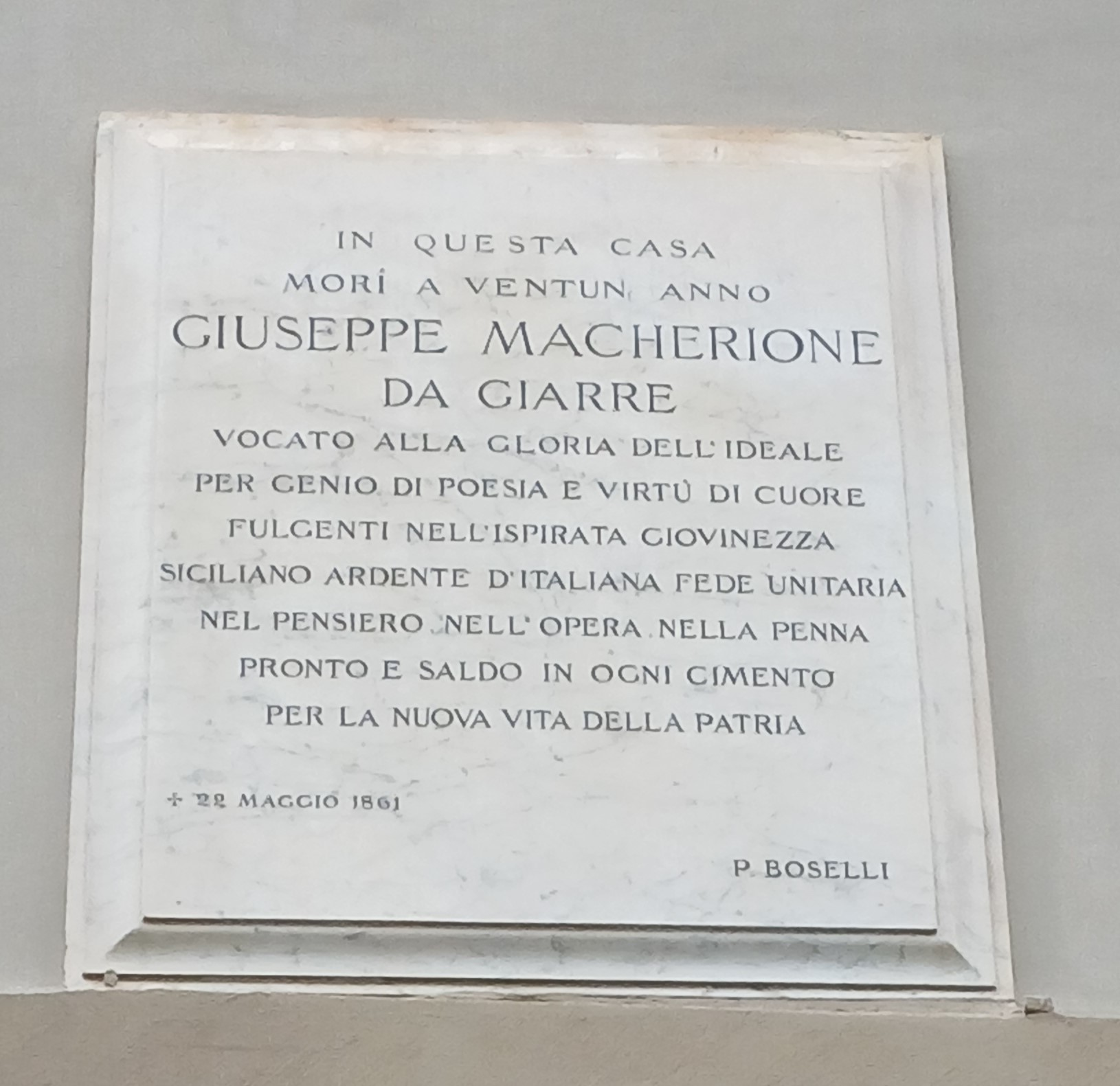
Lapide commemorativa a Torino

- una lapide commemorativa sulla sua casa natale, un busto nel centro storico, una piazza, una via e una scuola secondaria di primo grado a Giarre;
- un istituto comprensivo e una via a Calatabiano;
- una strada a Catania e una a Palermo;
- una via e una lapide commemorativa al civico 4 di via Garibaldi, a Torino, ove spirò.

## Opere
- Liriche, Stamperia fratelli Giuntini, Catania 1856.
- Poesie e prose scelte, 1932.
- Dell'esistenza sociale considerata principalmente sotto il punto di vista economico, Casa Editrice Sabina, Napoli 1939.
- Giuseppe Macherione poeta della patria (1840-1861). Poesie e prose scelte a cura di Goffredo Bellonci, Le Monnier, Firenze 1932.